# Maneter
För konstnären, se Édouard Manet
Maneter (Scyphozoa) är en klass inom stammen nässeldjur. Maneter lever i havet och har en livscykel som omfattar en växling mellan två olika utvecklingsstadier, ett fastsittande polypstadium och ett frisimmande medusastadium. Den frisimmande medusan är klockformad eller skivformad och består till stor del av vatten. Det som ger maneten dess form är ett hydrostatiskt skelett, kallat mesoglea och innehåller vatten samt kollagen. Munnen är placerad på undersidan och omgiven av ett antal munarmar. Längs kanten av munnen finns en krans av tentakler. Maneten simmar medelst rytmiska sammandragningar av kroppshålan som pumpvis åstadkommer en jetstråle som för den framåt. De följer ganska passivt havsströmmar.

## Systematik
Tidig systematik delade in organismer efter yttre likheter. Kubmaneter betraktades fram till mitten av 1970-talet som en ordning av maneter innan de fick status som egen klass. Senare delades maneterna upp i de fyra ordningarna Semaeostomeae (skivmaneter), Rhizostomae (lungmaneter), Coronatae (ringmaneter) och Stauromedusae (bägarmaneter), men numera placeras bägarmaneterna i den egna klassen Staurozoa.
Klass Scyphozoa
- Ordning Coronatae
  - Familj Atollidae
  - Familj Atorellidae
  - Familj Nausithoidae
  - Familj Paraphyllinidae
  - Familj Periphyllidae
- Ordning Semaeostomeae
  - Familj Cyaneidae
  - Familj Pelagiidae
  - Familj Ulmaridae
- Ordning Rhizostomeae
  - Familj Archirhizidae
  - Familj Cassiopeidae
  - Familj Catostylidae
  - Familj Cepheidae
  - Familj Lobonematidae
  - Familj Lychnorhizidae
  - Familj Mastigiidae
  - Familj Rhizostomatidae
  - Familj Stomolophidae
- Underklass Discomedusae

## Livscykel och fortplantning

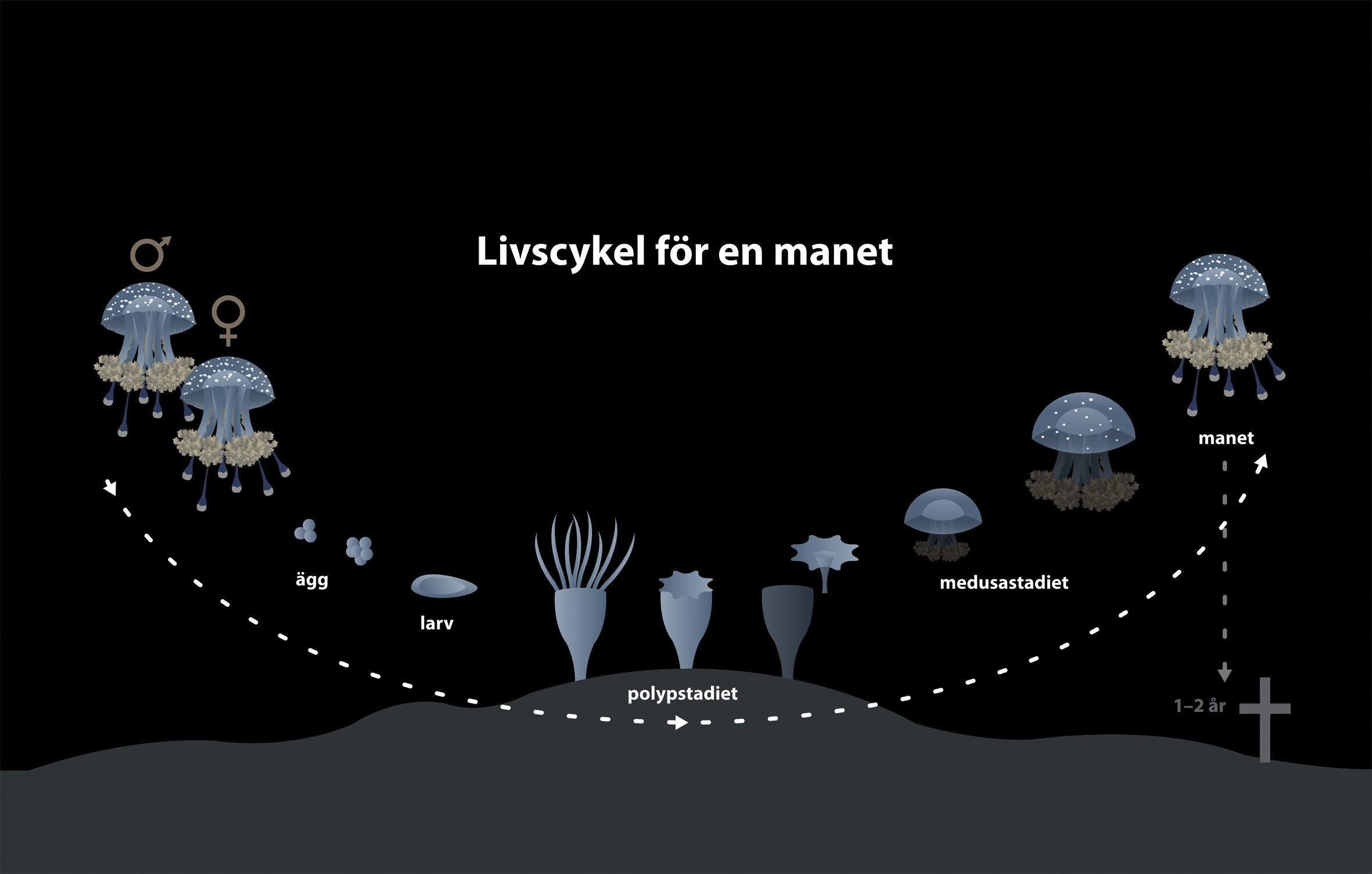
Maneters livscykel

Hos maneter förekommer en generationsväxling mellan två olika utvecklingsstadier, en könlös polypgeneration och en könlig medusageneration. Det finns några få undantag, som lysmanet, vilken saknar ett fastsittande polypstadium.
Maneter förökar sig genom att hanarna sprutar sperma ur sin mun direkt i vattnet för att befrukta honornas ägg. Hos en del maneter, till exempel öronmanet, fästs de befruktade äggen på honans munarmar. 
Äggen utvecklas till planulalarver som tar sig ned till bottnen där de fäster vid ett underlag och startar sin polypfas. Efterhand som polypen växer till skivas toppen av och varje skiva blir en separat manet. De små maneterna kallas i detta stadium för ephyralarver. Dessa växer och utvecklas till könsmogna medusor.
Vissa maneter använder sig även av en asexuell metod kallad strobilation.

## Föda
Maneter är köttätande djur som äter smådjur som kräftdjur eller fiskar. Några av de större arterna kan även fånga fiskar eller andra maneter. Bytena fångas med hjälp av manetens nässelceller som sitter på manetens tentakler (bränntrådar) och vars gift dödar eller paralyserar bytet. Vid beröring av nässelcellerna sker en giftinjektion genom en liten hullingförsedd tråd som fastnar i bytet. Födan förs sedan igenom en öppning i magen på undersidan av maneten där det finns ytterligare nässelcellsförsedda så kallade munarmar. Maneten placerades tidigare i stammen Coelenterata, som betyder just "ihåliga tarmen", men denna stam är idag inaktuell. Maneter i sig utgör föda för bland annat havssköldpaddor, klumpfiskar, och spadfiskar.

## Maneter och människan
Vissa maneter, ofta kallade brännmaneter kan brännas mycket smärtsamt, och för människan finns det ett fåtal där beröring av bränntrådarna kan leda till så svåra skador att lemmar måste amputeras, eller att individen dör.
Den gula maneten Rhopilerna Verrilli betraktas som delikatess i det asiatiska köket och torkas eller läggs in.[källa behövs]